# 阿聯酋航空
阿聯酋航空（阿拉伯语：طيران الإمارات）是阿拉伯联合酋长国的客運航空公司，於1985年成立，提供來往杜拜的民航服務。阿聯酋航空為中东地区最大的航空公司，每周营运超过3600个由它的基地-杜拜國際機場出發的航班，航线遍布六大洲的80个国家和超過150个城市。该公司还營運着世界上四个最长的直飛航线，从杜拜到洛杉矶、三藩市、达拉斯-沃斯堡和休士頓。2016/17年度阿联酋航空运送旅客5610万人次。
阿聯酋航空擁有世界最大A380-800以及777-300ER的機隊，其中A380的數量更是佔了該機型全球總訂單量的一半。此外，阿聯酋航空也在2025年Skytrax「全球最佳航空公司」中排名第4，為目前排名最高的四星級航空公司。
因應2019冠狀病毒病疫情，阿聯酋航空於2020年3月25日起大幅削減客運航班，只餘下13個國家及地區的服務以將旅客送回原居地。 2020年11月，該公司證實要求部分飛行員放無薪假一年。2021年下半年起，随着全球航空业逐步恢复，阿联酋航空也开始逐步恢复因疫情停航的航班。

## 历史

### 成立

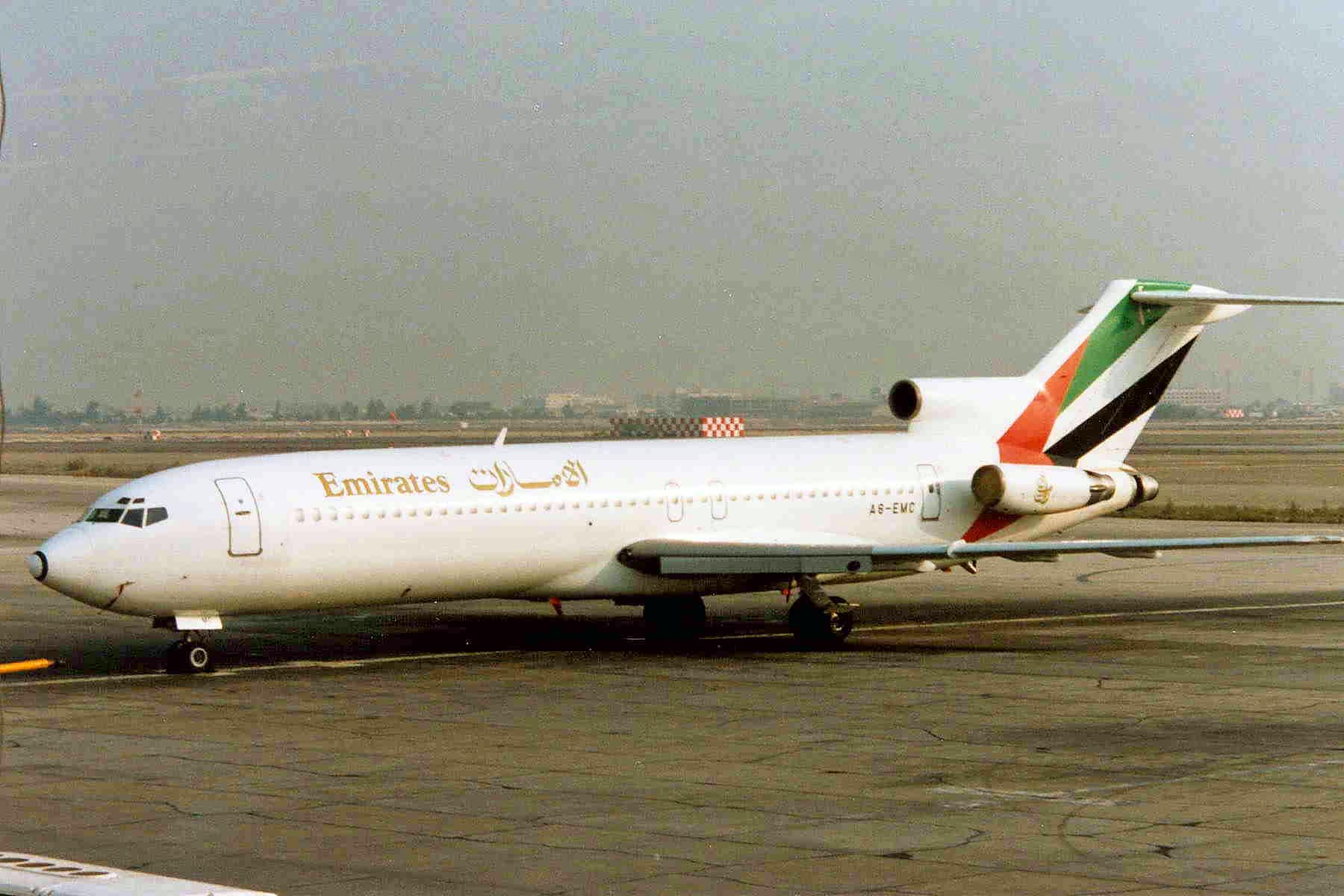
1991年阿聯酋航空的波音727在迪拜国际机场

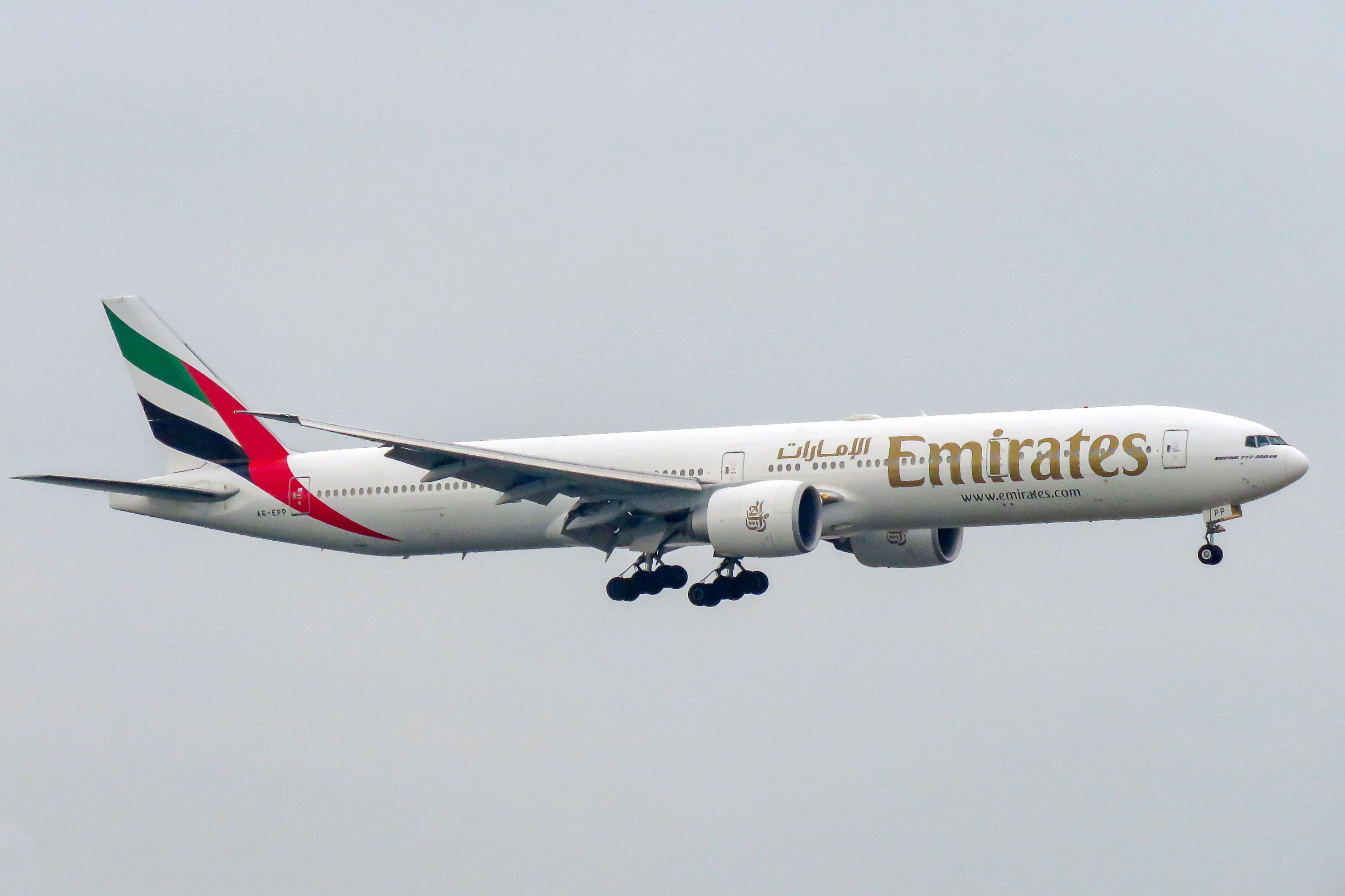
波音 777-300ER

阿聯酋航空在1985年3月杜拜王室支持下，以杜拜皇家航空聯隊（Dubai Royal Air Wing）提供的一架波音727-200Adv开始了两条航线的运行。除了1000萬美元的創業資金外，還需仰賴政府的補貼才能維持營運。而除了杜拜王室外，巴基斯坦國際航空也在阿聯酋草創的初期提供了相當程度的技術與管理支援，將旗下一架全新的波音737-300租予阿聯酋航空，該機於1987年退租。
1985年10月25日，阿聯酋航空啟用了該公司第一條航線——由杜拜飛往卡拉奇的EK600航班。之後該公司再從巴基斯坦國際航空租用一架空中巴士A300B4-200，開通了杜拜與孟買和新德里之間的航線。阿聯酋航空開始盈利是在成立後的第9个月。在最初的一年，大约有260,000名乘客和1萬噸的貨物量。1986年，該航空公司增加科伦坡、达卡、安曼和开罗的航线网络。1987年7月6日阿聯酋航空推出了每日直航服务，使用最新的两架空中巴士A310s飞往伦敦盖特威克机场。随后也开通飞往新加坡的航线。1987年开通经伊斯坦布尔到法兰克福和马累（马尔代夫群岛）的新航线。
阿聯酋航空在本地区的主要竞争对手为海湾航空公司，海湾航空公司有着广泛的网路。因为海湾战争和解雇外籍工人的原因，海湾航空的增长开始下降。竞争对手曾指责阿聯酋航空开始了价格战，直到现在一些航空公司仍然指责阿聯酋航空的某些做法。到1987年底，阿聯酋航空已开通11个目的地。

### 發展

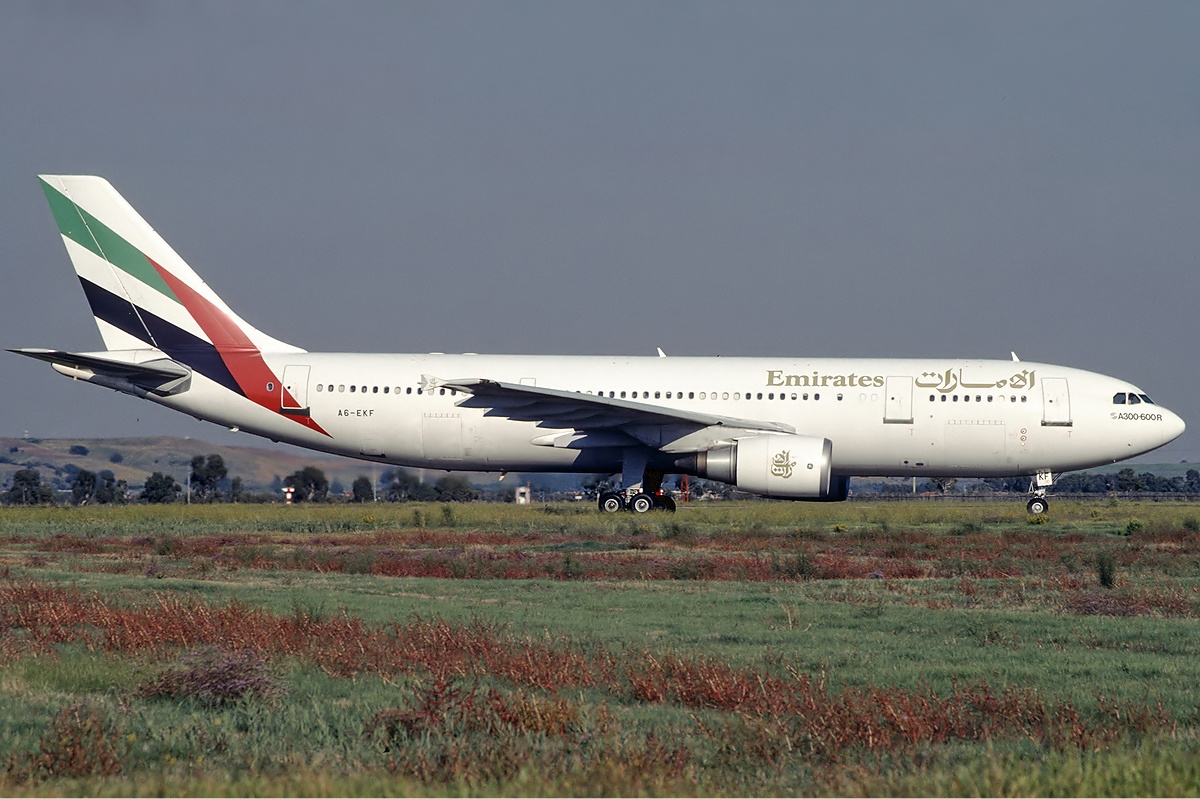
阿聯酋航空的空中巴士A300

1990年代初，阿聯酋航空成為世界上增長最快的航空公司。阿聯酋航空每年增加約1億美元收入，到1993年已經接近5億美元的年收入。貨物年運輸量達到6.8萬噸，乘客達到160萬。10天的海灣戰爭中，阿聯酋航空成為該地區唯一營運的航空公司。1992年，阿聯酋航空更是成為第一家在機上所有座位安裝個人電視的航空公司。
1993年秋，與全美航空的合作協定使阿聯酋航空擴大航線網路，服務全球。之前全美航空的合作夥伴是賽普勒斯航空。1994年，阿聯酋航空公司擁有15架飛機，飛往32個目的地。並且成為中東第六大航空公司。1998年，阿聯酋航空共有9架空中巴士A310營運。
截至1994年3月30日阿聯酋航空收入達到6億4340萬美元。擁有員工4000多名，18架空中巴士飛機，在34個目的地之間運輸了超過200萬名乘客。1992年，訂購了7架全新的波音777飛機，總價值超過10億美元，預計1996年春投入服務。其中一架777飛機將投入到經新加坡到墨爾本的新航線上。同一年，也與空中巴士簽訂了大量訂單。
在1990年代中期，迪拜總共有92個航空公司在進行激烈的競爭。儘管1997年和1998年需求量下降，但是阿聯酋航空仍然能保持增長。不斷增長的貨運業務占了公司總收入的16%。1998年5月，阿聯酋航空公司支付給斯里蘭卡政府7000萬美元獲得了斯里蘭卡航空40%的股份。斯里蘭卡航空當時有嚴重虧損和大量負債，同時也急需資金來更新它的機隊。之後，阿聯酋航空負責斯里蘭卡航空的營運。
在2008年1月，阿聯酋航空公司宣佈，該公司將把斯里蘭卡航空的經營權在2008年4月的時候轉交給斯里蘭卡政府。但是沒有計劃減少持有斯里蘭卡航空公司的股份。

### 現代

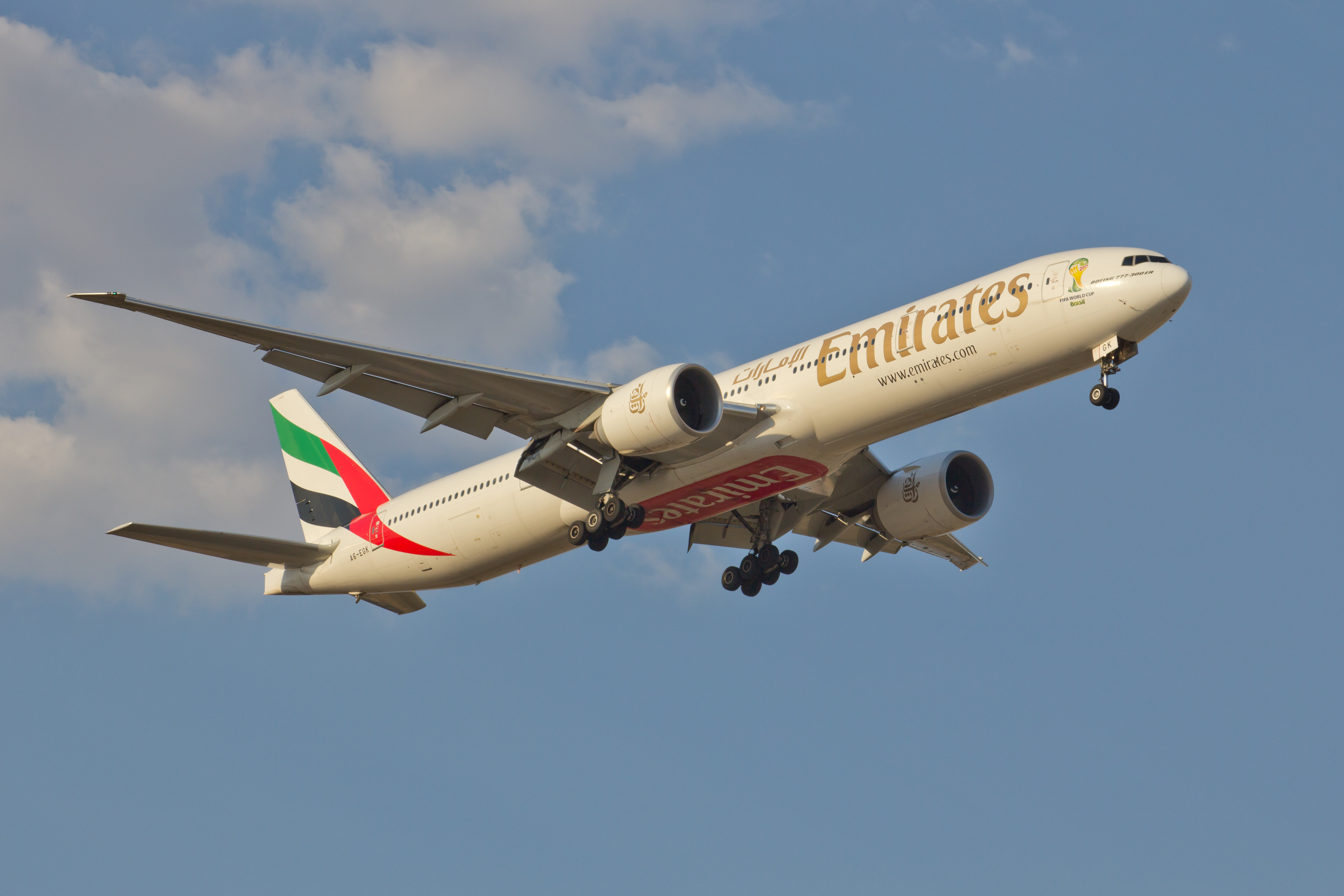
波音777在近幾年已成為阿聯酋航空機隊的重要組成部分。

目前，波音777已成為阿聯酋航空機隊的重要組成部分，阿聯酋航空在2013年接收了全球第一千架波音777（B777-31H/ER，編號：A6-EGO）。
1999年到2000年，阿聯酋航空增長速度達到了20%，直到2000年底，已開始規劃超長途航線，包括美國東西海岸，澳大利亞以及阿根廷。
2005年，阿聯酋航空使用最新的空中巴士A340-500直飛紐約的肯尼迪國際機場。這條航線的開通標誌著阿拉伯聯合大公國和美國之間有了直航航班。而之前由達美航空經營的直飛航線於2001年停辦。但是2007年達美航空恢復營運。
南亞是阿聯酋航空的重要地區。從迪拜飛往巴基斯坦卡拉奇是阿聯酋航空的第一條航線，直到現在也還在經營。印度是阿聯酋航空開闢的第二個目的地國家。目前阿聯酋航空是在印度的最大的外國航空公司，每週在10個城市經營超過185個航班。
阿聯酋航空一直在穩步發展從南亞到北美的運輸，讓南亞乘客經迪拜國際機場到達北美，同时阿聯酋航空還同英國航空、澳洲航空、新加坡航空、泰國國際航空等航空公司競爭利潤豐厚的倫敦至悉尼的袋鼠路線；現在阿聯酋航空已同澳洲航空合作袋鼠航線的銜接轉運工作。
2017年，因阿联酋与卡達断交，阿联酋航空停飞多哈航线。
2020年8月31日，以色列與阿拉伯聯合酋長國建交，阿聯酋航空於2022年6月23日開辦以色列特拉維夫航線。
2022年9月14日，阿聯酋航空宣怖聯合航空於11月開始正式取代捷藍航空成為在美國航線的代碼共享協議的合作伙伴關係，成為繼「中東三大」的卡塔爾航空與「美國三大」的美國航空於同年6月起建立合作伙伴關係後第二間與美藉大型航空公司建立合作伙伴關係的中東藉航空公司，並意味着中東藉及美藉航空公司在商業競爭模式上由2015年10月中開始的「敵對」關係中日漸解凍。

### A380

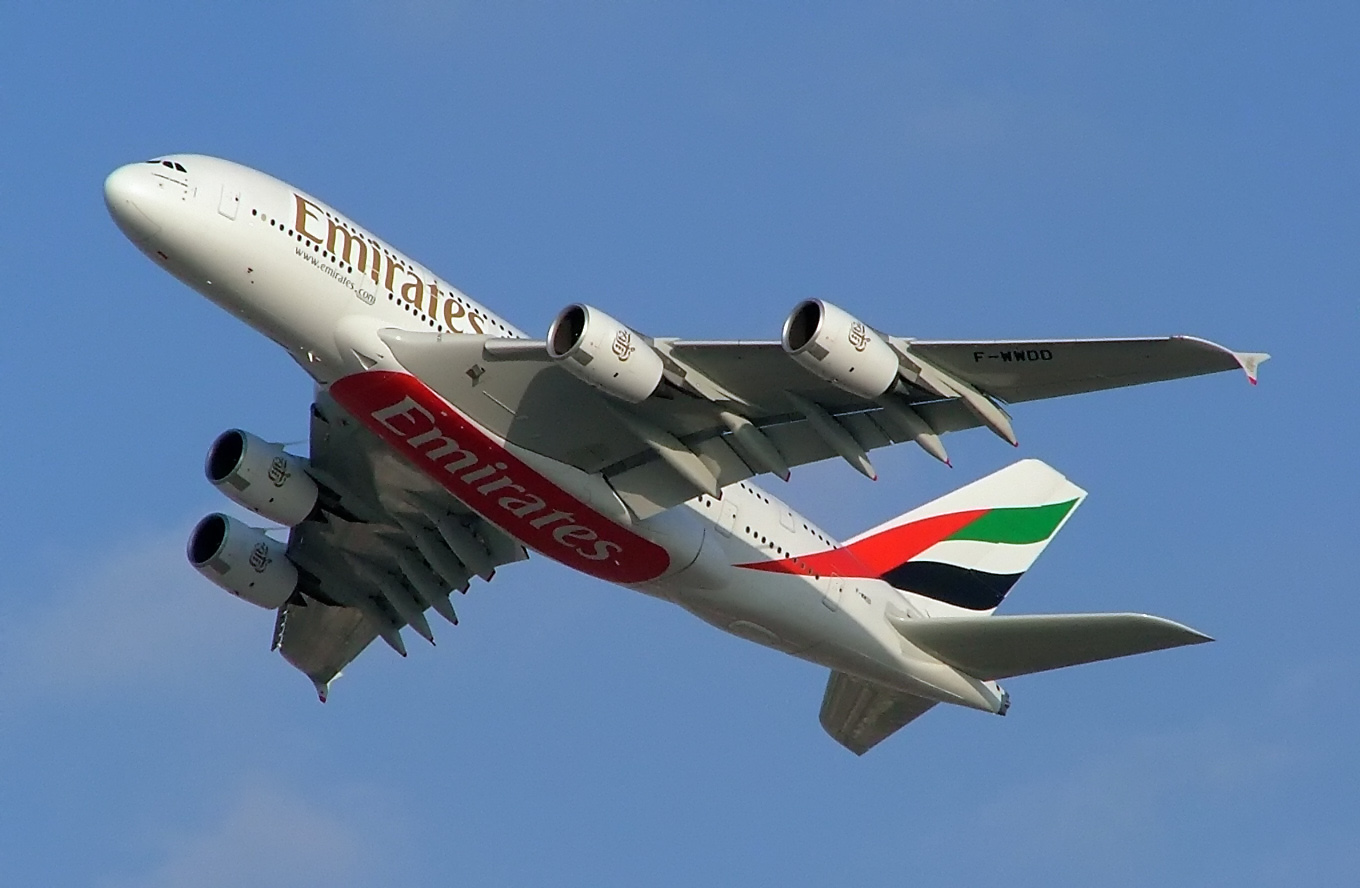
阿聯酋航空标准涂装的A380

2000年4月，阿聯酋航空宣布做为启动用户订购5架空中巴士A380-800。该订单包括5架A380-800和2架A380-800F。2001年，宣布再订购15架。2年后，又追加订购21架。2006年4月，取消货机订购，並轉換成客機。2007年，订购了15架，使該公司订购总数达到了58架。2010年6月又訂購了32架，使得訂購總數增加到90架，成為全球最龐大的A380機隊。截至2017年2月為止，已經取得92架A380客機。
阿聯酋航空对外宣称订购A380的理由是A380可以搭乘481-656名乘客，这样可以最大限度地发挥其巨大的载客量在拥挤的像伦敦希思罗机场的机场使用，从而减少航班的起降。
2005年11月，首架A380-800以阿聯酋航空涂装飞往杜拜，参加在那里举办的2005年迪拜航空展。2005年11月20日，阿聯酋航空公司订购42架波音777客机，以帮助其扩张。宣布这项订单的前一天，空中客车公司宣布A380客机的交付时间将推迟6个月。
2006年10月3日，空中巴士公司第三次宣布推迟交付首架A380-800到2007年10月。宣布当天，阿聯酋航空的CEO Tim Clark威胁称要取消A380的订单，因为不停的推迟已经严重影响到了公司的扩张计划。他说：“推迟交付这件事非常严重，我们受到了非常大的打击。给予我们补偿不是我们的目的，我们给了机会给空中巴士让他们实现他们的承诺。我们需要大量的飞机！”
2008年8月1日，阿聯酋航空的第一架A380飞行搭載了489名乘客飞往纽约肯尼迪国际机场。
2009年2月，阿聯酋航空提出了许多关于A380的问题。阿聯酋航空在图卢兹空中客车公司总部递交了46页的文件说明关于A380电缆过热，发动机缺陷等故障。空中客车官员指出可能主要的原因是因为阿聯酋航空的A380在飞机上装有淋浴设备。
阿聯酋航空所擁有的A380機隊全機均設有WIFI服務，而頭等及商務客艙乘客則可享用機上貴賓室、淋浴設施、國際知名廚師炮製的得獎美食等。
2021年12月16日，最後一架A380客機從德國漢堡制造廠房啟程，飛往阿拉伯聯合酋長國，以交付給空客最大客戶阿聯酋航空公司。作為中東地區最大航空運營商，阿聯酋航空公司共購買123架空客A380客機，占到該機型總交付量近一半。

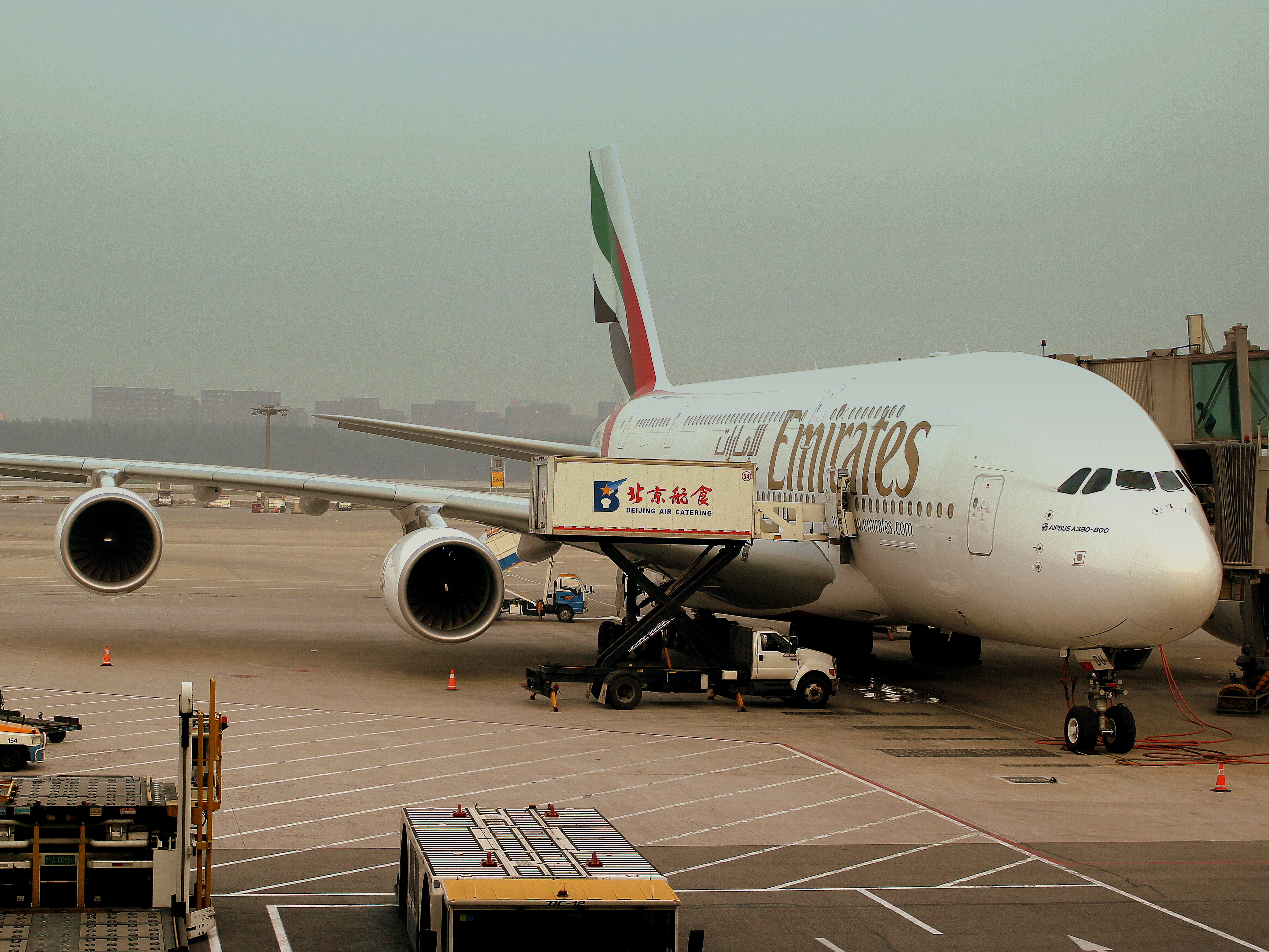
阿聯酋航空A380在北京首都國際機場

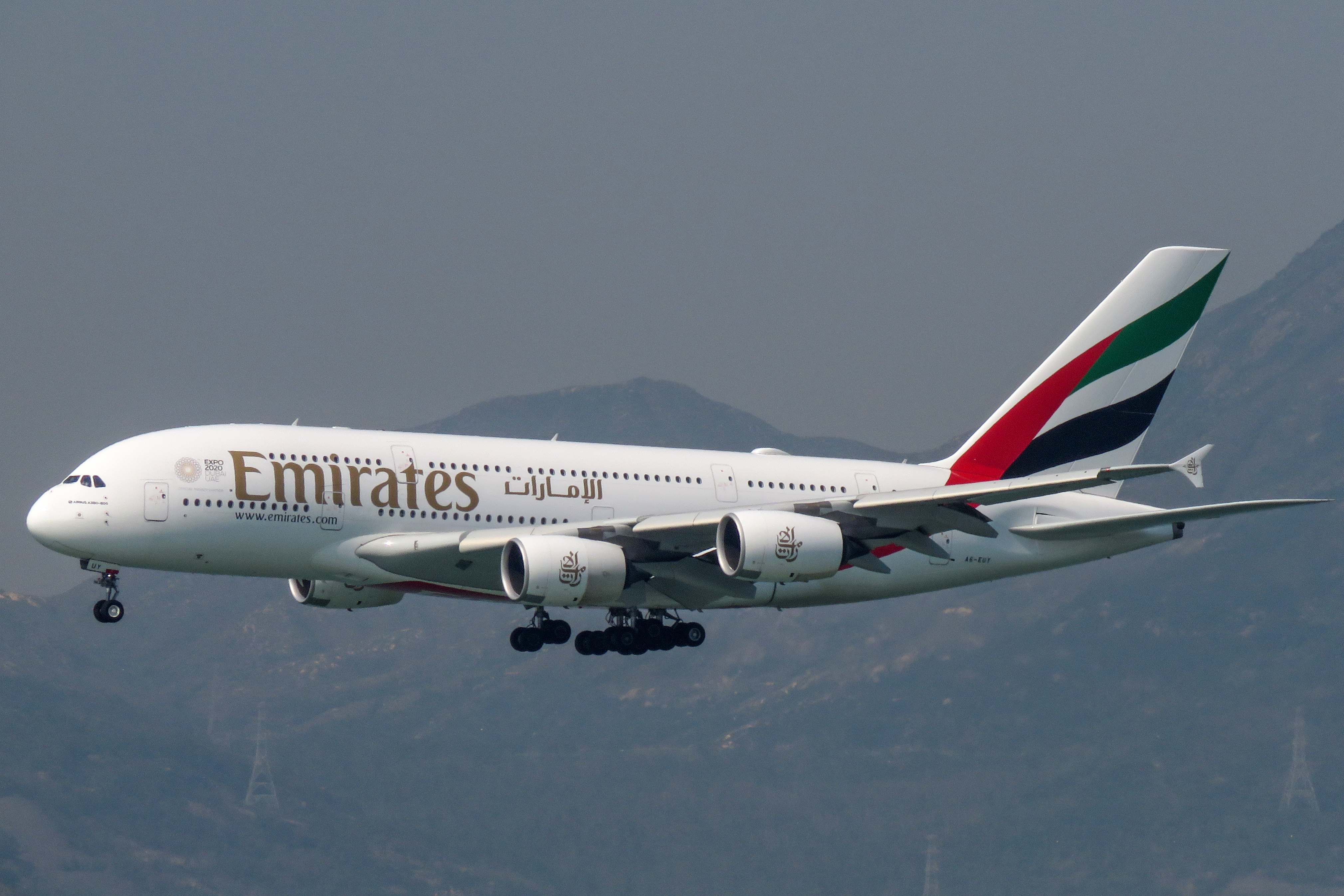
阿聯酋航空A380正降落在香港国际机场

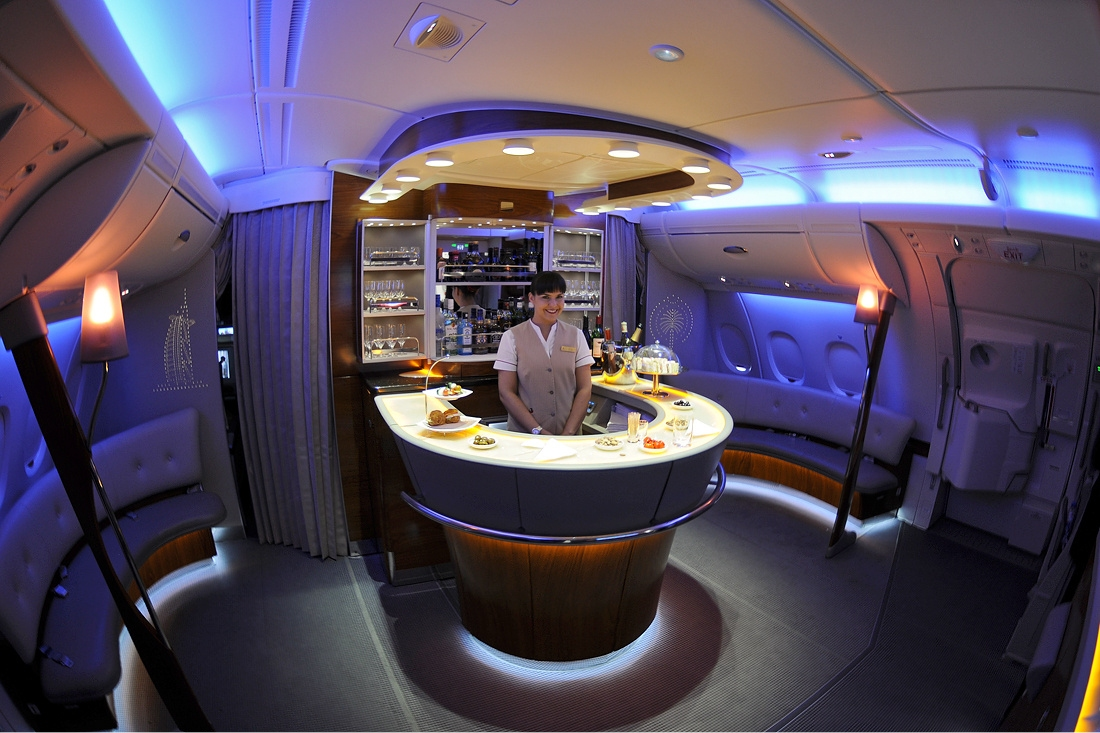
阿聯酋航空A380商務艙後方的吧檯

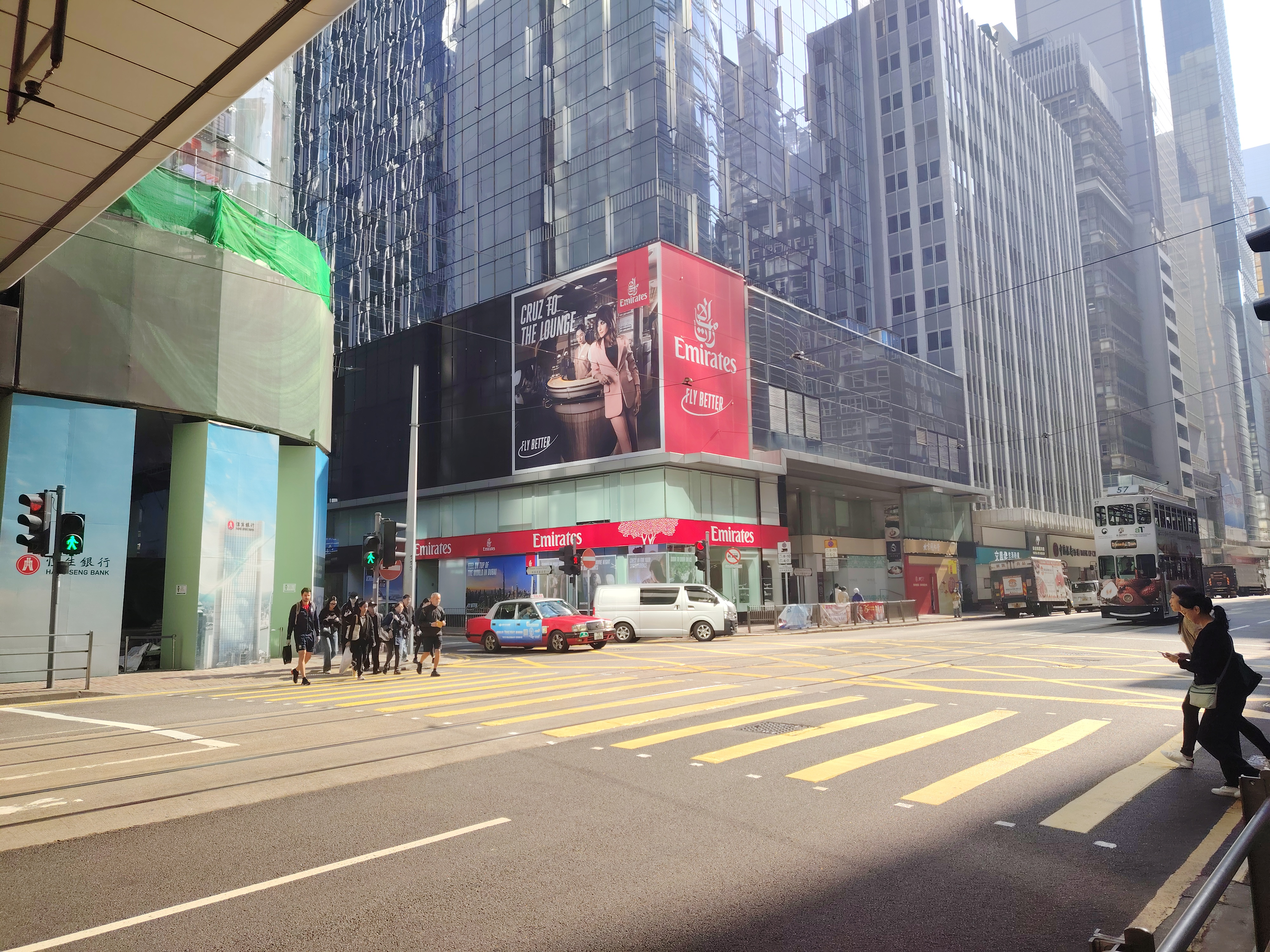
阿联酋航空香港旗舰店

### 迪拜国际机场3号航站楼
迪拜国际机场的3号航站楼是专为阿聯酋航空建造的。总费用为45亿美元，2008年10月14日正式启用。3号航站楼是世界上建筑面积最大的建筑，有着超过150万平方米（370英亩）的空间。候机楼每天人流量约27万人次，并且还在继续扩建。2011年後，每天可以接待大约43万人次。新的大厅扩建是专门为A380准备的。
3号航站楼首次开放的时候分为四个阶段，以避免类似伦敦希思罗机场5号航站楼开放时候出现的问题。

## 航點

### 航空聯盟
阿聯酋航空雖然在2000年時曾考慮加入星空聯盟，但目前仍維持獨立不屬於任何一個航空聯盟。

### 聯營航班
截至2023年10月，阿聯酋航空與下列航空公司聯營航班。
- 法國國家鐵路 (2C)
- 捷星亞洲航空 (3K)
- 意大利鐵路 (7T)[13]
- 印度航空 (AI)
- 弗萊比航空 (BE)
- 捷星太平洋航空 (BL)
- 巴拿馬航空 (CM)
- 中國南方航空 (CZ)[14]
- 杜拜航空 (FZ)[15]
- 巴西南美航空 (JJ)
- 日本航空 (JL)
- 捷星航空 (JQ)
- 大韓航空 (KE)
- 馬耳他航空 (KM)
- 馬來西亞航空 (MH)
- 毛里裘斯航空 (MK)
- 曼谷航空 (PG)
- 澳洲航空 (QF)
- 地平線航空 (QX)
- 西伯利亞航空 (S7)[16]
- 南非航空 (SA)
- 香料航空 (SG)[17]
- 泰國國際航空 (TG)
- TAP葡萄牙航空 (TP)
- 聯合航空 (UA)

## 子品牌

### 阿联酋货运航空

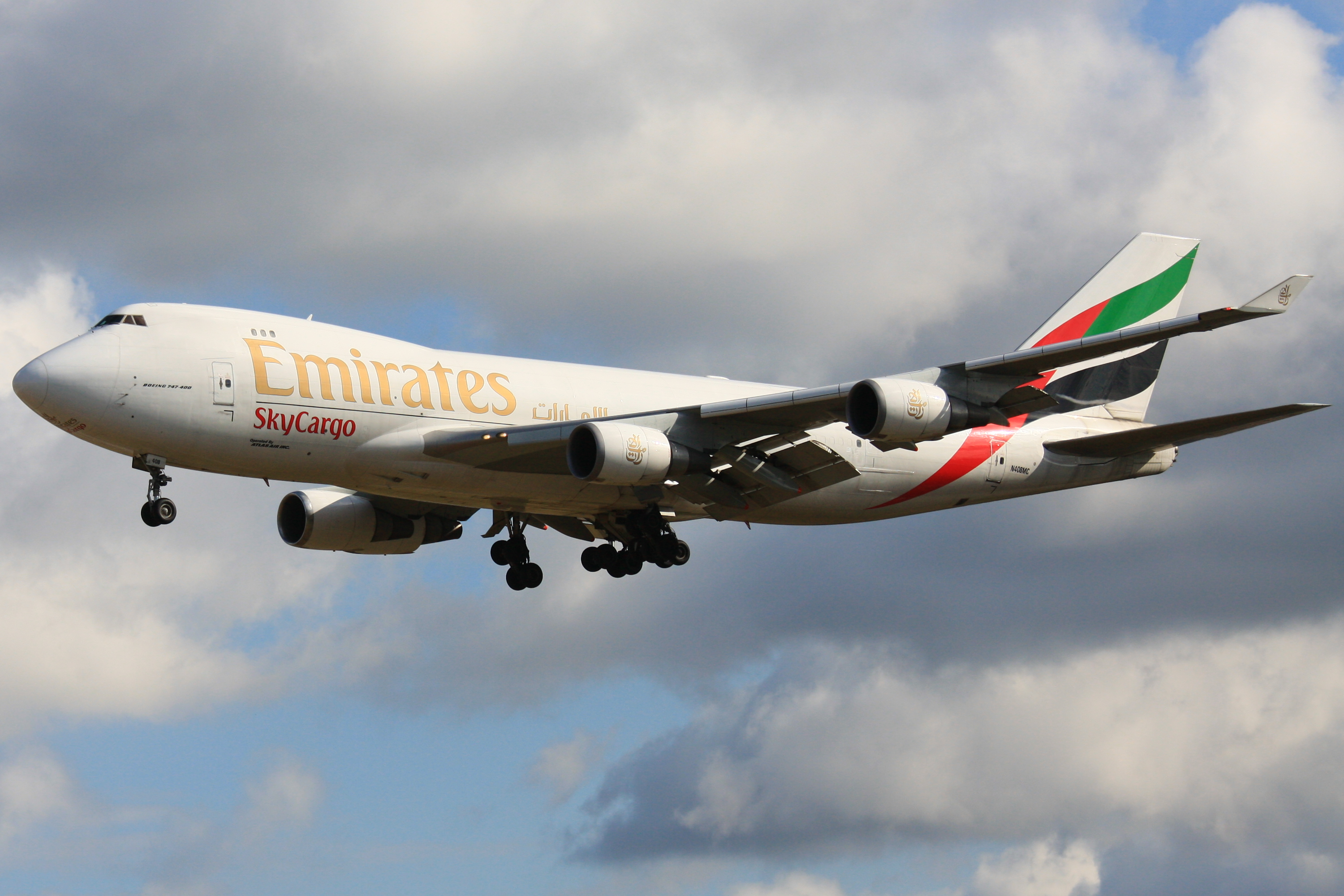
阿聯酋貨運航空的波音747-400F（租借自亞特拉斯航空，此機型現已退役）在法蘭克福機場

聯酋貨運航空是阿聯酋航空的貨運子品牌，於1985年10月開始營運，2001年用一架波音747貨機開始獨立運營，飛往阿聯酋航空的部分航點以及阿聯酋貨運航空獨有的10個貨運航點。

### 聯酋航空私人專機
阿聯酋航空私人專機（Emirates Executive）於2013年7月開始運營，主營企業和私人包機。其機隊包括一架空中客車A319公務機，可載19人，機上設有私人套房、座位，一個休息室，用餐區及浴室。

## 機隊

### 現役機隊

#### 客運

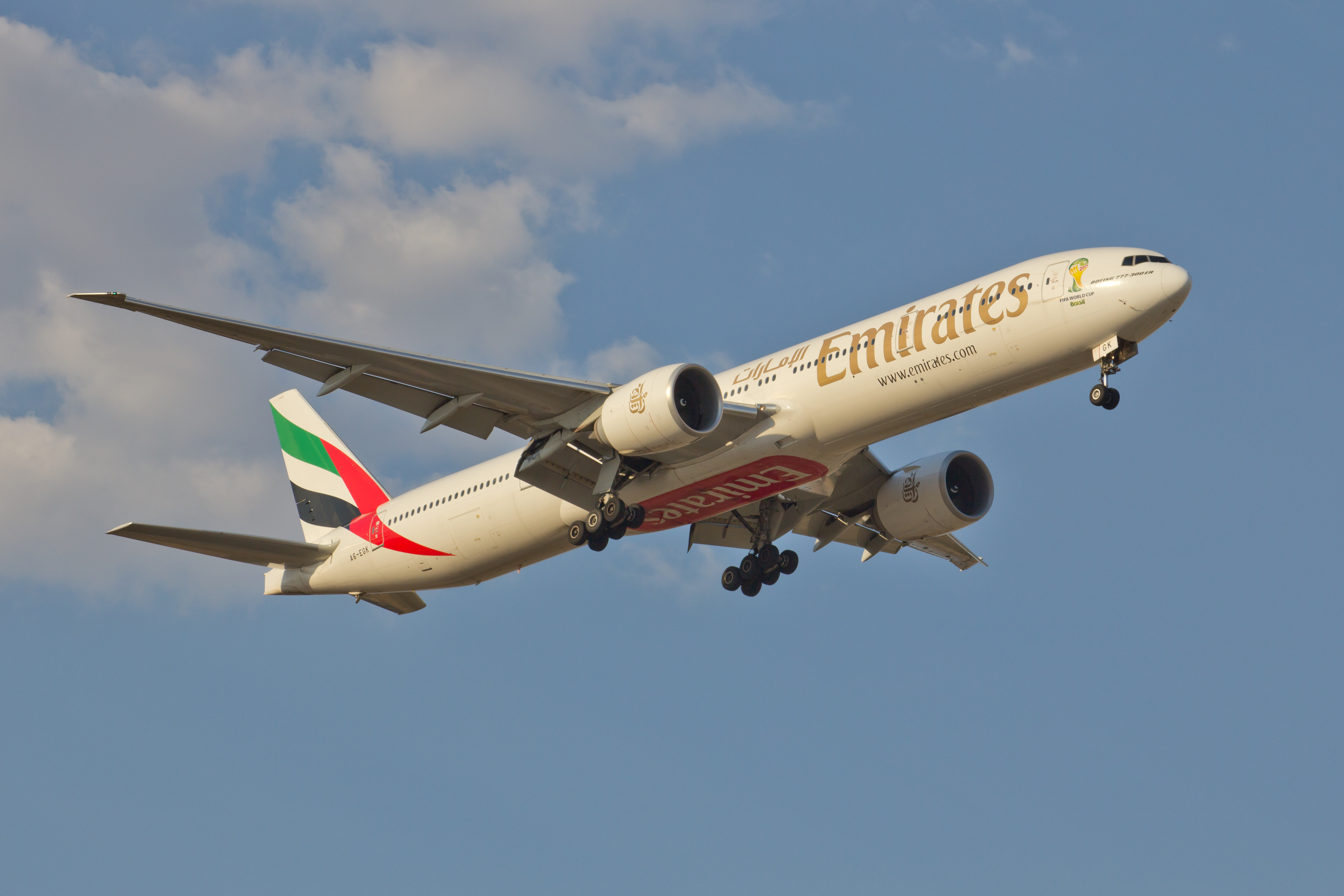
阿聯酋航空的波音777-300ER

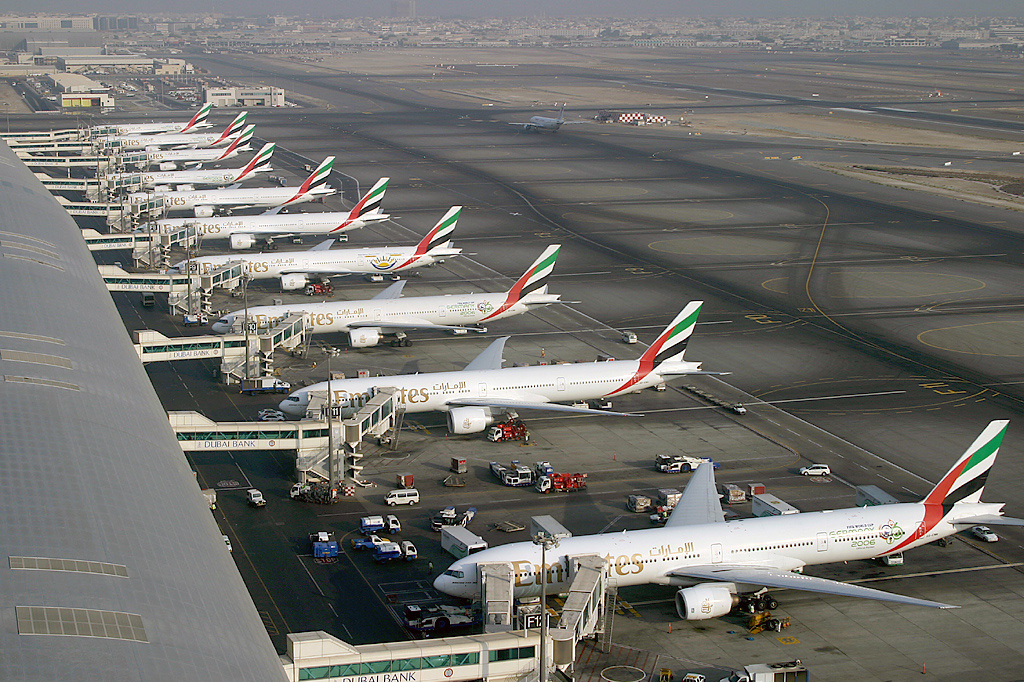
迪拜国际机场的阿联酋航空波音777机队

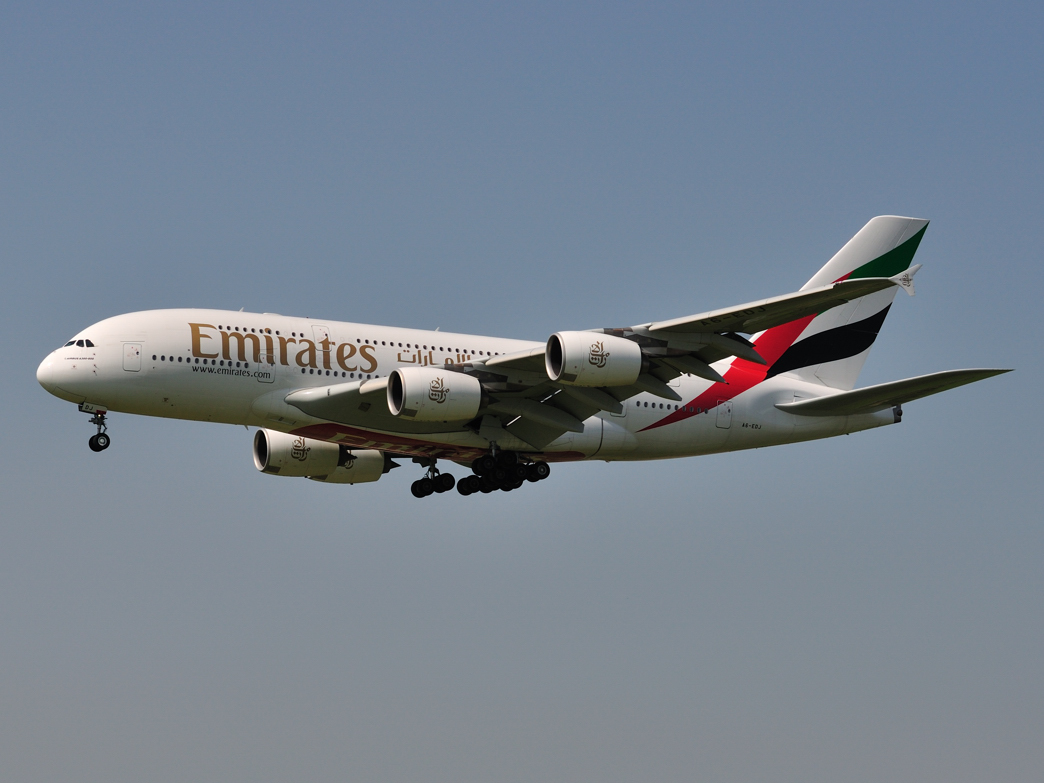
阿聯酋航空空中巴士A380飛往阿姆斯特丹史基浦機場

截至2024年4月，阿聯酋航空機平均機齡為10.3年，機隊如下：

#### 貨運
截至2024年4月，阿聯酋航空貨運機隊組成如下：
| 機型     | 數量 | 已訂購 | 載重    | 備註 |
| -------- | ---- | ------ | ------- | ---- |
| 波音777F | 11   | 1      | 103.9噸 |      |
| 總數     | 11   | 1      |         |      |

#### 行政
截至2024年4月，阿聯酋航空行政機隊組成如下：
| 機型                 | 數量 | 已訂購 | 載客量              |
| -------------------- | ---- | ------ | ------------------- |
| 空中巴士A319-115 ACJ | 1    | —      | 15（10套房、5平躺） |
| 總數                 | 1    | —      |                     |

### 已退役
以下列表包括了阿聯酋航空自1985年以來曾使用且現已退役的機型：
| 機型                 | 曾用數量 | 服役期    | 備註                                           | 注釋   |
| -------------------- | -------- | --------- | ---------------------------------------------- | ------ |
| 波音737-340          | 1        | 1985–1987 | 租借自巴基斯坦国际航空                         | [ 32 ] |
| 空中巴士A300B4-203   | 1        | 1985–1988 | 租借自巴基斯坦国际航空                         | [ 33 ] |
| 波音727-2M7/264/2K5  | 3        | 1986–1995 |                                                | [ 34 ] |
| 空中巴士A300-605R    | 6        | 1989–2003 |                                                | [ 33 ] |
| 空中巴士A310-304/308 | 10       | 1987–2007 |                                                | [ 35 ] |
| 波音747-200F         | 1        | 2003–2008 | 租借自亞特拉斯航空                             | [ 36 ] |
| 空中巴士A310-308F    | 3        | 2005–2009 |                                                | [ 35 ] |
| 波音747-4HAERF       | 2        | 2016–2017 | 租借自ASL比利時航空                            | [ 37 ] |
| 波音747-47UF         | 4        | 2001–2013 | 租借自亞特拉斯航空                             | [ 38 ] |
| 波音777-21H          | 3        | 1996–2015 | 使用Rolls-Royce Trent 877                      | [ 39 ] |
| 波音777-21HER        | 6        | 1997–2016 | 使用Rolls-Royce Trent 892                      | [ 38 ] |
| 空中巴士A330-243     | 29       | 1999–2016 | 使用Rolls-Royce Trent 772B-60                  | [ 38 ] |
| 空中巴士A340-313     | 8        | 2004-2016 |                                                | [ 38 ] |
| 空中巴士A340-541     | 10       | 2003-2016 | 使用Rolls-Royce Trent 553-61，四發動機長程客機 | [ 38 ] |
| 波音777-31H          | 12       | 1999–2018 | 使用Rolls-Royce Trent 892                      | [ 38 ] |

## 爭議事件

### 臺海問題
2017年5月30日，阿聯酋航空（以下稱 Emirates）發函內部電子郵件，為增開亞洲尤其是中華人民共和國的航班並因應「一個中國政策」，要求中華民國籍空服員執勤時，在圍裙上移除中華民國國旗徽章並改配戴中華人民共和國國旗徽章，此舉引發台灣空服員反彈。對此，中華民國外交部訓令駐杜拜辦事處向Emirates總部抗議，隨後，Emirates再表示先前決定是「不恰當」、「不正確」的，要求台灣空服員暫時移除國旗徽章，在下一步指示之前不需配戴任何徽章。並表示，現在空服員不管來自哪裡都不需要配戴國旗徽章，但Emirates沒有說明這是整個公司的制服政策改變，或是特別針對台灣空服員。31日，駐處代表前往Emirates總部交涉，表達嚴正立場；另在台北約見Emirates駐臺辦公室人員，瞭解本案經過，並表達不滿與抗議。此事件中，有不少兩岸網民在Emirates的Facebook粉絲專頁上留下正反意見 （页面存档备份，存于）。
2018年6月8日，中国民用航空局要求其他國家的航空公司不得將台灣列為國家，必須表示为“中國台灣”以表示台灣是中華人民共和國的一部分。随后有十八家航空公司將台灣列為中華人民共和國的一部分（包括阿聯酋航空，阿聯酋航空將官網及機票上面飛往台灣航點將台灣列為中國台灣），引發交通部民用航空局不滿并表示抗議，要求阿聯酋航空不得將台灣列為中華人民共和國的一部分，必須更正為台灣，否則阿聯酋航空必須停飛台灣。

## 塗裝

### 第一代塗裝（1985年至2000年）

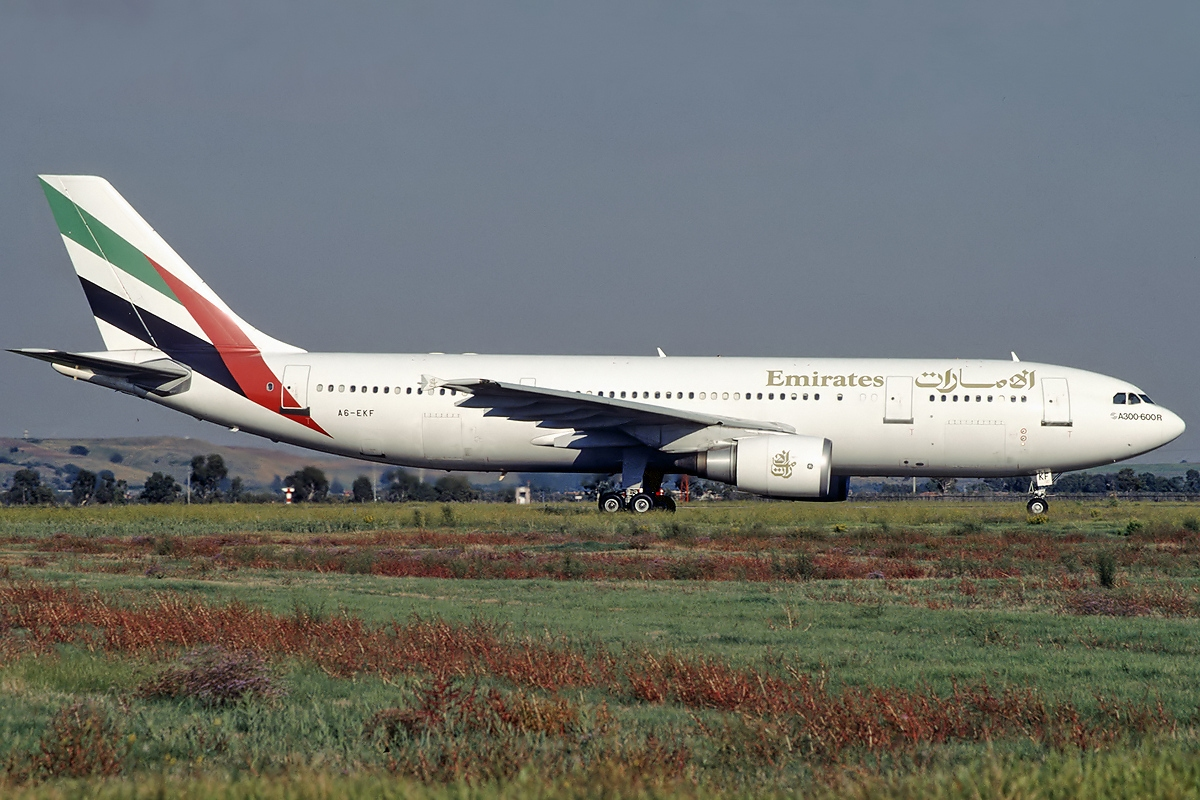
一架已退役的阿聯酋航空空中巴士A300B4-605R披上舊塗裝

第一代塗裝以白色為主調，並在垂直尾翼上髹上阿聯酋國旗。在機頭靠上的位置則髹上金色的字樣和阿拉伯文的公司名稱。而引擎上亦髹上公司標誌。
目前所有披上舊塗裝的飛機均已換上新塗裝或退役。

### 第二代塗裝（2000年至2023年）

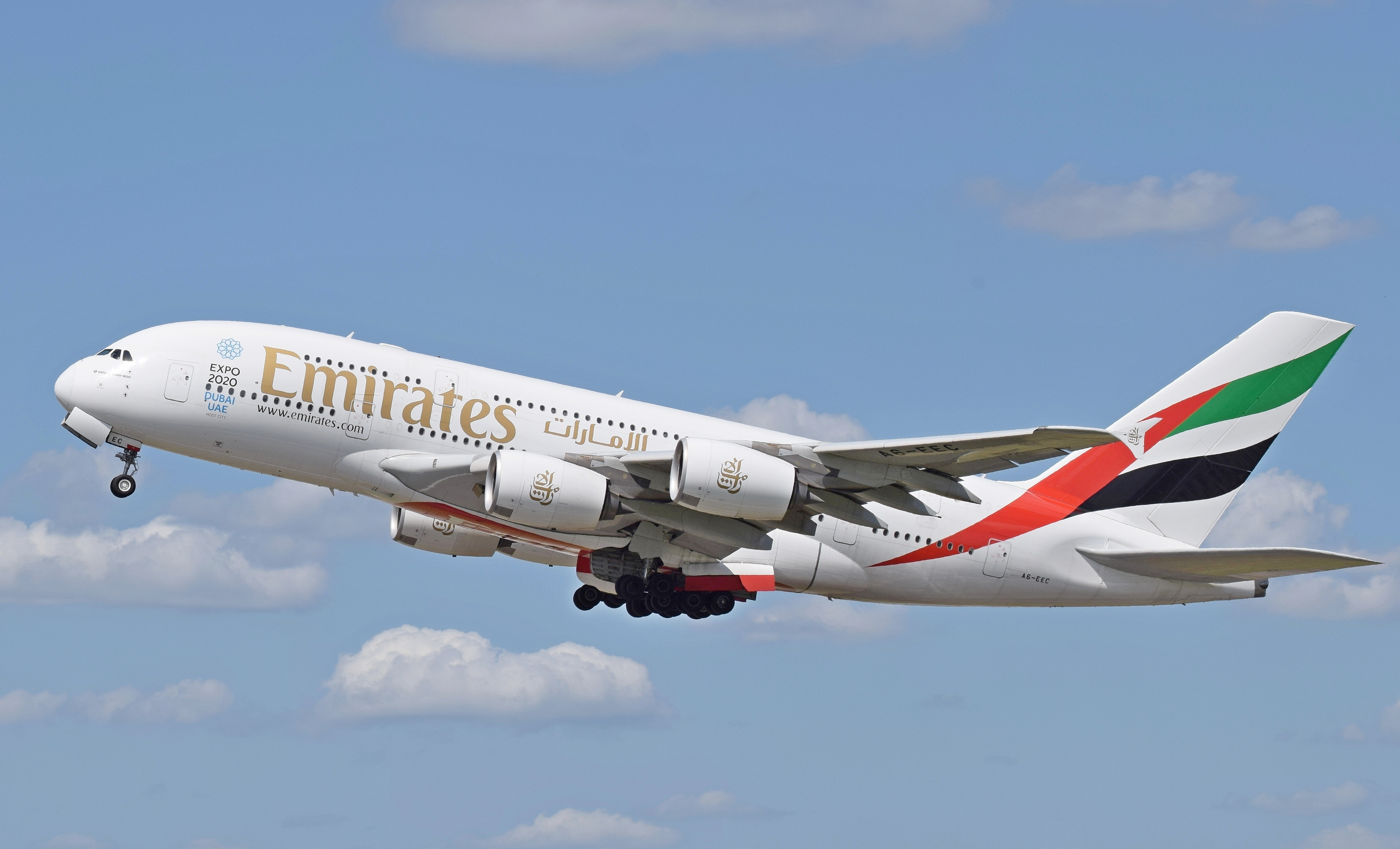
一架披上阿聯酋航空第二代塗裝的空中巴士A380-861

第二代塗裝與第一代塗裝大致相同，但字樣由Times New Roman字體改為公司品牌客制化字體（稱之為Emirates）並放大，阿拉伯文的公司名稱则保持原有大小但改为置于英文公司名称之后，同時在公司英文名称下方加上了官方网站网址。垂直尾翼上的阿聯酋國旗则進行了曲線化處理。
新塗裝在1999年11日首次在波音777-300上亮相，而其餘客機亦在2000年起換上新塗裝。2005年起，阿联酋航空对该涂装进行了小幅度改动，將原本純白色的機身翼盒底部改為紅色並加上了白色的公司英文名稱。

### 第三代塗裝（2023年至今）

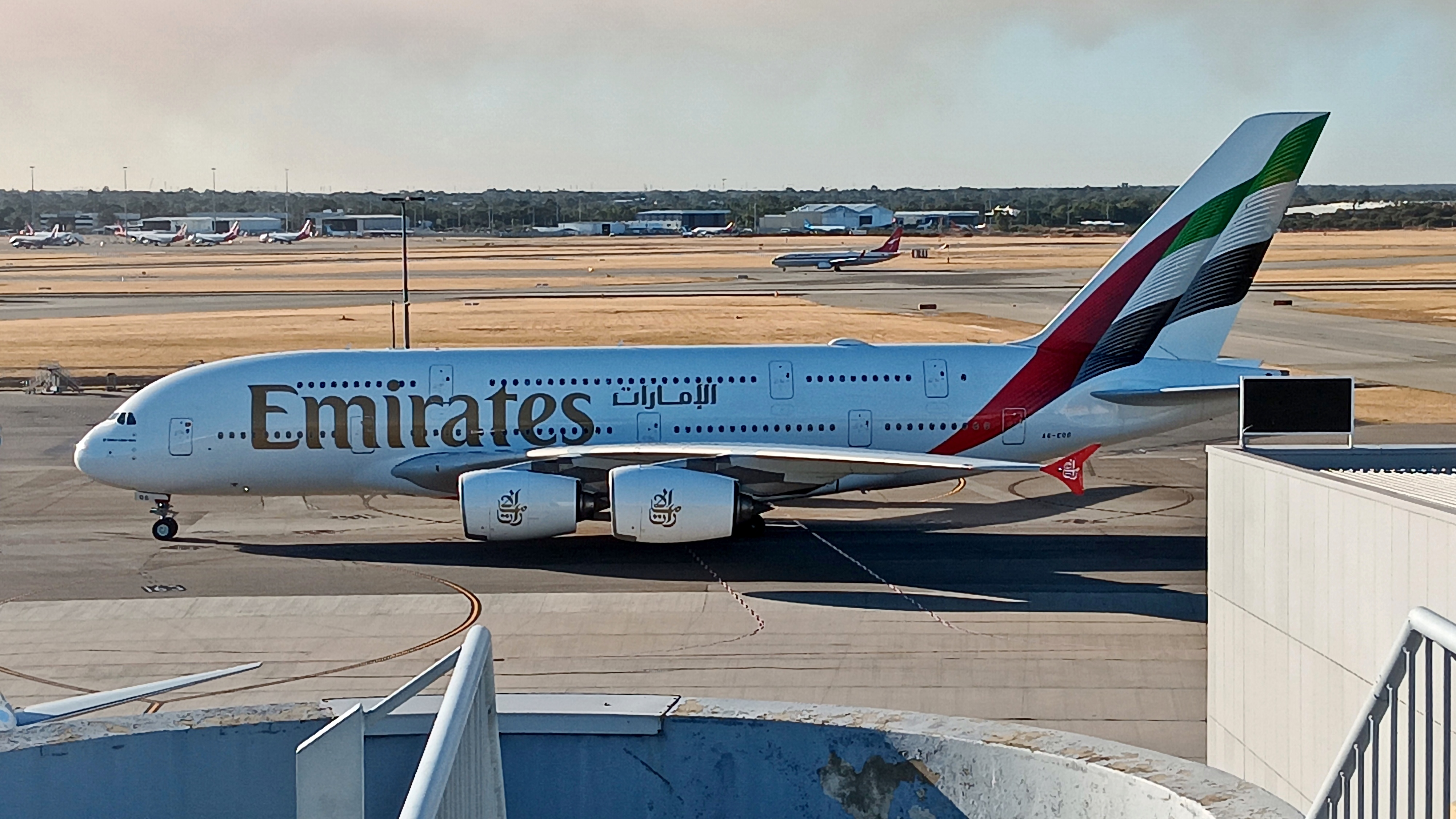
一架披上阿聯酋航空第三代塗裝的空中巴士A380-861

第三代塗裝與第二代塗裝大致相同，但字樣相比於第二代塗裝再次放大，而英文公司名稱下方的網站網址則被移除。除此之外，翼尖小翼外部的底色由此前的白色改成了红色（原本金色的阿聯酋航空Logo則改為白色），垂直尾翼上的阿聯酋國旗形狀則改為了飄蕩旗幟形態（與俄羅斯航空的Logo類似）並添加了陰影。
新塗裝在2023年3月16日首次在空中巴士A380亮相，其餘客機則將從2023年開始陸續更換新塗裝。

### 特殊塗裝

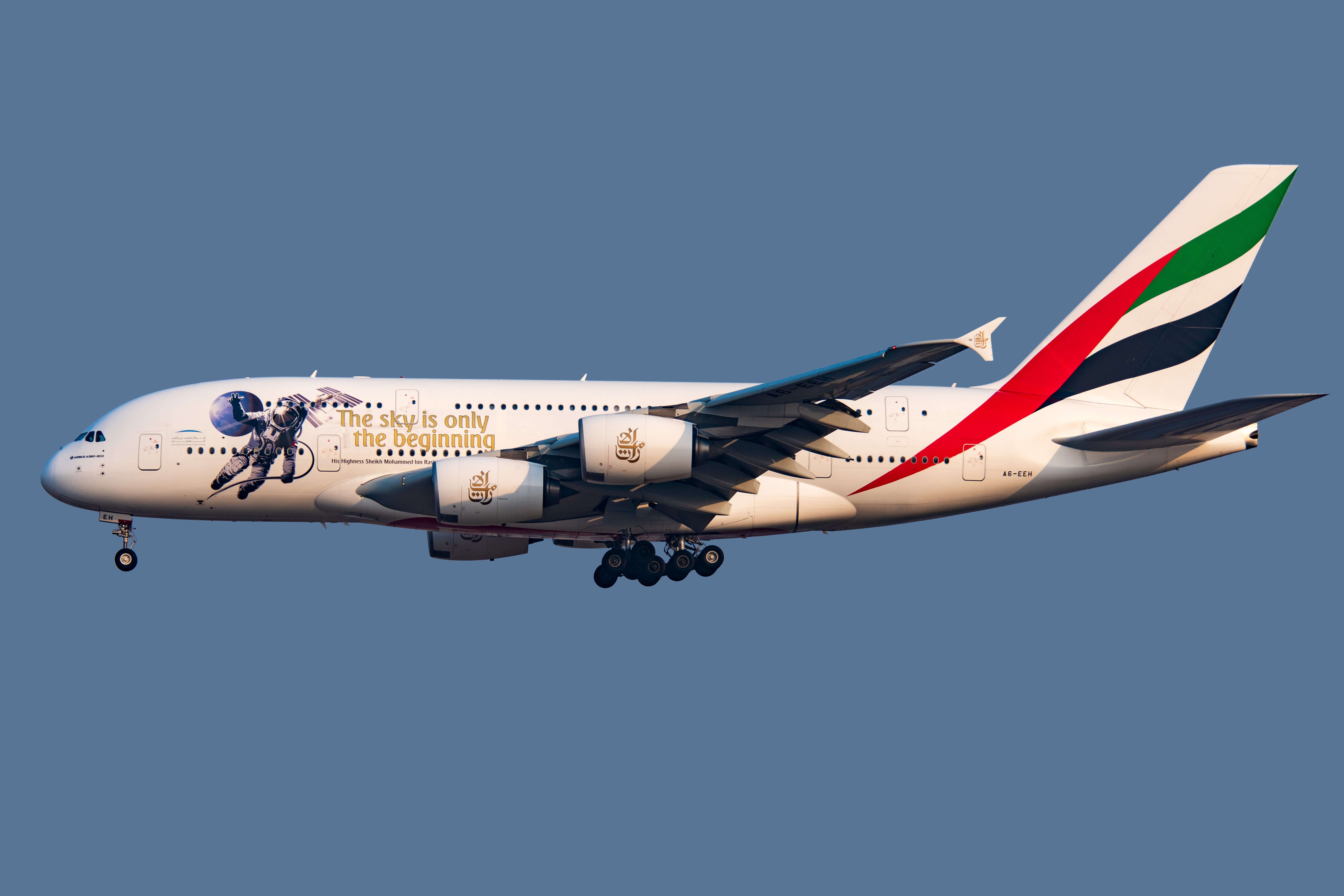
带有宇航员哈扎·曼苏里彩绘的阿联酋航空A380（A6-EEH）

截至2019年11月，以下飛機披上特殊塗裝或貼紙︰
- 2020年杜拜世界博覽會宣傳塗裝︰
  - 流動/藍色
    - A6-EOC、A6-EOD、A6-EOF、A6-EOQ、A6-EOS、A6-EOT、A6-EVH、A6-ECC、A6-ECQ、A6-EGB、A6-ENI、A6-EPB、A6-EPD、A6-EPK

  - 永續/綠色
    - A6-EEW、A6-EEZ、A6-EOJ、A6-EOK、A6-EOL、A6-EON、A6-EOW、A6-ENB、A6-ENH、A6-EPE、A6-EPF、A6-EPI、A6-EPL、A6-EPU

  - 機會/橙色
    - A6-EEA、A6-EEY、A6-EOA、A6-EOB、A6-EOE、A6-EOU、A6-EOV、A6-ECD、A6-ECU、A6-ENG、A6-ENM、A6-ENR、A6-EPO、A6-EQO
- A6-EDH貼上第6000架空中巴士貼紙
- A6-EEQ及A6-EOM披上「United for Wildlife」塗裝
- A6-EEU披上2019日本欖球國際盃宣傳塗裝
- A6-EEV披上2019杜拜國際七人欖球賽宣傳塗裝
- A6-EOH披上2019年木球世界盃宣傳塗裝

## 意外及事故
- 2009年3月20日，阿联酋航空一架空中巴士A340-541客機 (A6-ERG) 由澳洲墨爾本前往阿聯酋杜拜，客機起飛時因人為錯誤，導致飛機尾部五次觸及跑道，起飛前更差點撞及機場的圍牆，最後能及時起飛，機尾損毀嚴重。澳洲當局則形容這次事件差點造成澳洲歷來最慘重空難事故。詳見阿聯酋航空407號班機。
- 2016年8月3日，阿联酋航空一架由印度特里凡得琅國際機場飛住杜拜國際機場的波音777-31H客機 (A6-EMW) 在尝试复飞时失速并坠毁在跑道上，所幸282名乘客及18名機組人員全部生還，但两名地勤消防員在救火期間殉職。事後該飛機不獲復俢，成為阿聯酋航空紀錄中首架整機報銷的飛機，亦是全球首架全機報銷的波音777-300飛機。詳見阿聯酋航空521號班機。
- 2019年7月10日，阿联酋航空一架由新西蘭奧克蘭機場飛住杜拜國際機場的空中巴士A380-800在印度洋上空遭遇強烈氣流。

## Skytrax 評估
- 2001年：全球最佳航空公司
- 2002年：全球最佳航空公司
- 2007年：四星級航空公司
- 2013年：全球最佳航空公司
- 2015年：四星級航空公司
- 2016年：全球最佳航空公司

## 備註
1. ↑  雖然UAE在台灣的官方翻譯是阿拉伯聯合大公國，但Emirates的中文翻譯皆是阿聯酋航空，在臺分公司之名稱為阿拉伯聯合大公國商阿聯酋國際航空有限公司，出進口廠商英文名稱：EMIRATES TAIWAN BRANCH (UAE)。

## 外部連結
- 联酋航空官方網站 （页面存档备份，存于）
- 联酋航空的Facebook專頁
- YouTube上的联酋航空頻道